# Viktor Bryzhin
Viktor Arkadyevich Bryzhin (en anglais), souvent Bryzgin comme en russe, en ukrainien : Віктор Аркадійович Бризгін, Viktor Arkadiïovytch Bryzhine ; en russe : Виктор Аркадьевич Брызгин, Viktor Arkadievitch Bryzguine, né le 22 août 1962 à Vorochilovgrad, est un athlète ukrainien ayant concouru pour l'Union soviétique dans l'épreuve du 100 mètres. 

## Carrière
Viktor Bryzhin fait ses débuts sur la scène internationale durant la saison 1983 à l'occasion des premiers championnats du monde en plein air tenus à Helsinki. Éliminé en quart de finale du 100 m, il remporte en fin de compétition la médaille de bronze du relais 4 × 100 m aux côtés de ses coéquipiers soviétiques Andreï Prokofiev, Nikolay Sidorov et Vladimir Muravyov.
Aux Championnats d'Europe d'athlétisme 1986, il prend la huitième et dernière place de la finale du 100 m en 10 s 38 et s'adjuge le titre continental du relais 4 × 100 m avec le temps de 38 s 29. L'année suivante, Bryzhin termine en sixième position de l'épreuve-reine des Championnats du monde de Rome mais sera reclassé cinquième (meilleur placement d'un Soviétique sur 100 m) à la suite de la disqualification pour dopage du Canadien Ben Johnson. Dans l'épreuve collective, l'équipe d'URSS composée de Aleksandr Yevgenyev, Viktor Bryzhin, Vladimir Muravyov et Vladimir Krylov remporte la médaille d'argent du 4 × 100 m en établissant un nouveau record d'Europe de la discipline en 38 s 02.
Bryzhin obtient la consécration internationale en 1988 en enlevant le titre olympique du relais 4 × 100 m des Jeux de Séoul, associé à Vladimir Krylov, Vladimir Muravyov et Vitaliy Savin. L'URSS devance avec le temps de 38 s 19 le Royaume-Uni et la France, Viktor Bryzhin prenant le départ de la course.
Viktor Bryzgin est l'époux d'Olha Bryzhina, coureuse de 400 mètres titrée à plusieurs reprises lors des Jeux olympiques et des Championnats du monde et le père d'Elizaveta Bryzhina et d'Anastasiya Bryzhina.

## Palmarès

### Jeux olympiques
- Jeux olympiques d'été de 1988 à Séoul :
  -  Médaille d'or du relais 4 × 100 m

### Championnats du monde
- Championnats du monde d'athlétisme 1983 à Helsinki :
  -  Médaille de bronze du relais 4 × 100 m
- Championnats du monde d'athlétisme 1987 à Rome :
  -  Médaille d'argent du relais 4 × 100 m

### Championnats d'Europe
- Championnats d'Europe d'athlétisme 1986 à Stuttgart :
  -  Médaille d'or du relais 4 × 100 m

## Records
- 100 m : 10 s 23 (1987)